# Điều trị triệu chứng
Điều trị triệu chứng là bất kỳ liệu pháp y tế nào của một bệnh chỉ ảnh hưởng đến các triệu chứng của bệnh, chứ không phải nguyên nhân gây ra bệnh, tức là nguyên nhân thực sự của nó. Nó thường nhằm mục đích giảm các dấu hiệu và triệu chứng cho sự thoải mái và hạnh phúc của bệnh nhân, nhưng nó cũng có thể hữu ích trong việc giảm hậu quả hữu cơ và di chứng của các dấu hiệu và triệu chứng của bệnh. Trong nhiều bệnh, ngay cả ở những người có nguyên nhân được biết đến (ví dụ, hầu hết các bệnh do virus, như cúm), điều trị triệu chứng là cách duy nhất cho đến nay.
Ví dụ về phương pháp điều trị triệu chứng:
- Thuốc giảm đau
- Tác nhân chống viêm, cho viêm do viêm khớp
- Thuốc chống ho, ho
- Thuốc chống dị ứng, cho dị ứng
- Shunt não, để làm giảm tràn dịch não

Khi nguyên nhân của bệnh được biết đến, thì điều trị cụ thể có thể được đưa ra, nhưng nó thường liên quan đến điều trị triệu chứng.
Điều trị triệu chứng không phải lúc nào cũng được khuyến nghị, và trên thực tế nó có thể nguy hiểm, bởi vì nó có thể che giấu sự hiện diện của nguyên nhân cơ bản mà sau đó sẽ bị lãng quên hoặc điều trị rất chậm trễ. Ví dụ:
- Sốt mức thấp trong 15 ngày trở lên đôi khi là triệu chứng duy nhất của nhiễm khuẩn huyết do vi khuẩn tụ cầu. Ức chế nó bằng cách điều trị triệu chứng sẽ che giấu căn bệnh khỏi chẩn đoán và điều trị hiệu quả bằng kháng sinh. Hậu quả có thể nghiêm trọng (sốt thấp khớp, viêm thận, viêm nội tâm mạc, v.v.)
- Nhức đầu mãn tính có thể được gây ra đơn giản bởi một sự sắp đặt theo hiến pháp hoặc là kết quả của một khối u não hoặc phình động mạch não.

Cuối cùng, điều trị triệu chứng không được miễn các tác dụng phụ, và có thể là nguyên nhân gây ra hậu quả iatrogenic (nghĩa là ảnh hưởng xấu do chính phương pháp điều trị), như phản ứng dị ứng, chảy máu dạ dày, ảnh hưởng đến hệ thần kinh trung ương (buồn nôn, chóng mặt, v.v.).